# Đông Đài
Đông Đài (chữ Hán phồn thể:東台市, chữ Hán giản thể:) là một thành phố cấp huyện thuộc địa cấp thị Diêm Thành, tỉnh Giang Tô, Cộng hòa Nhân dân Trung Hoa. Thành phố này có diện tích 1580 ki-lô-mét vuông, dân số người năm 1999 là 1.175.791 người. Mã số bưu chính là 224200. Về mặt hành chính, thành phố này được chia ra các đơn vị gồm 14 trấn.